# Sykstus IV mianuje Bartolomea Platinę prefektem Biblioteki Watykańskiej
Sykstus IV mianuje Bartolomea Platinę prefektem Biblioteki Watykańskiej – obraz autorstwa Melozza da Forlì, znajdujący się obecnie w zbiorach Pinakoteki Watykańskiej. Malowidło zostało pierwotnie wykonane jako fresk, umieszczony nad drzwiami Biblioteki Watykańskiej. Z rozkazu papieża Leona XII zdjęto go i przeniesiono na płótno.
Scena została umieszczona na tle kompozycji architektonicznej, z doskonale oddaną perspektywą, nadającej całości cechy monumentalizmu. Artysta przedstawił ceremonię nadania przez papieża Sykstusa IV obowiązków prefekta Biblioteki Watykańskiej Bartolomeo Platinie, która miała miejsce w lipcu 1475 roku. Papież został przedstawiony po prawej stronie, siedzący na tronie, w otoczeniu swoich nepotów. Przed nim klęczy Platina, wskazujący palcem na umieszczony pod spodem tekst jego własnego autorstwa, sławiący dokonania urbanistyczne Sykstusa w Rzymie.
Z papieskich nepotów przedstawieni zostali, począwszy od prawej: pronotariusz apostolski Raffaele Sansoni Riario, kardynał Giuliano della Rovere (przyszły papież Juliusz II), późniejszy gubernator Państwa Kościelnego Girolamo Riario oraz prefekt Rzymu Giovanni della Rovere. Postać kardynała della Rovere została umieszczona na linii punktu, w którym przegrody kasetonowego sufitu łączą się z profilami kapiteli kolumn.